# Janek Õiglane
Janek Õiglane (ur. 25 kwietnia 1994) – estoński lekkoatleta specjalizujący się w wielobojach.
Na początku kariery uprawiał rzut oszczepem, w którym to zajął 11. miejsce podczas mistrzostw świata juniorów młodszych w Lille Metropole (2011).
W 2013 był czwarty wśród wieloboistów na mistrzostwach Europy juniorów w Rieti. W 2015 sięgnął po brąz młodzieżowych mistrzostw Starego Kontynentu w Tallinnie oraz zajął 19. miejsce na mistrzostwach świata w Pekinie. Rok był dwunasty na mistrzostwach Europy w Amsterdamie (2016), natomiast rok później tuż za podium w mistrzostwach świata.
W 2022 zdobył brązowy medal mistrzostw Europy w Monachium.
Medalista mistrzostw Estonii (także w skoku o tyczce). Reprezentant kraju w pucharze Europy i drużynowych mistrzostwach Europy w wielobojach lekkoatletycznych i w meczach międzypaństwowych.
Rekordy życiowe: dziesięciobój – 8572 pkt. (3 sierpnia 2024, Paryż); siedmiobój (hala) – 6085 pkt. (3 lutego 2019, Tallinn).

## Osiągnięcia
| Rok  | Impreza                                 | Miejsce   | Konkurencja    | Pozycja     | Wynik     |
| ---- | --------------------------------------- | --------- | -------------- | ----------- | --------- |
| 2011 | Mistrzostwa świata juniorów młodszych   | Lille     | rzut oszczepem | 11. miejsce | 64,70     |
| 2013 | Mistrzostwa Europy juniorów             | Rieti     | dziesięciobój  | 4. miejsce  | 7604 pkt. |
| 2014 | Superliga pucharu Europy w wielobojach  | Toruń     | dziesięciobój  | 15. miejsce | 7515 pkt. |
| 2015 | Młodzieżowe mistrzostwa Europy          | Tallinn   | dziesięciobój  | 3. miejsce  | 7945 pkt. |
| 2015 | Mistrzostwa świata                      | Pekin     | dziesięciobój  | 19. miejsce | 7581 pkt. |
| 2016 | Mistrzostwa Europy                      | Amsterdam | dziesięciobój  | 12. miejsce | 7765 pkt. |
| 2017 | Superliga drużynowych mistrzostw Europy | Tallinn   | dziesięciobój  | 1. miejsce  | 8170 pkt. |
| 2017 | Mistrzostwa świata                      | Londyn    | dziesięciobój  | 4. miejsce  | 8371 pkt. |
| 2019 | Halowe mistrzostwa Europy               | Glasgow   | siedmiobój     | 9. miejsce  | 5185 pkt. |
| 2019 | Superliga drużynowych mistrzostw Europy | Łuck      | dziesięciobój  | 5. miejsce  | 7996 pkt. |
| 2019 | Mistrzostwa świata                      | Doha      | dziesięciobój  | 6. miejsce  | 8297 pkt. |
| 2022 | Mistrzostwa świata                      | Eugene    | dziesięciobój  | –           | DNF       |
| 2022 | Mistrzostwa Europy                      | Monachium | dziesięciobój  | 3. miejsce  | 8346 pkt. |
| 2023 | Mistrzostwa świata                      | Budapeszt | dziesięciobój  | 6. miejsce  | 8524 pkt. |
| 2024 | Mistrzostwa Europy                      | Rzym      | dziesięciobój  | –           | DNF       |
| 2024 | Igrzyska olimpijskie                    | Paryż     | dziesięciobój  | 5. miejsce  | 8572 pkt. |